# Kougny
Kougny è un dipartimento del Burkina Faso classificato come comune, situato nella provincia  di Nayala, facente parte della Regione di Boucle du Mouhoun.
Il dipartimento si compone del capoluogo e di altri 9 villaggi: Goin, Gounian, Gouri, Kamba, Kibiri, Niaré, Nimina, Sebéré e Tiouma.